# 秋田県道26号秋田停車場線

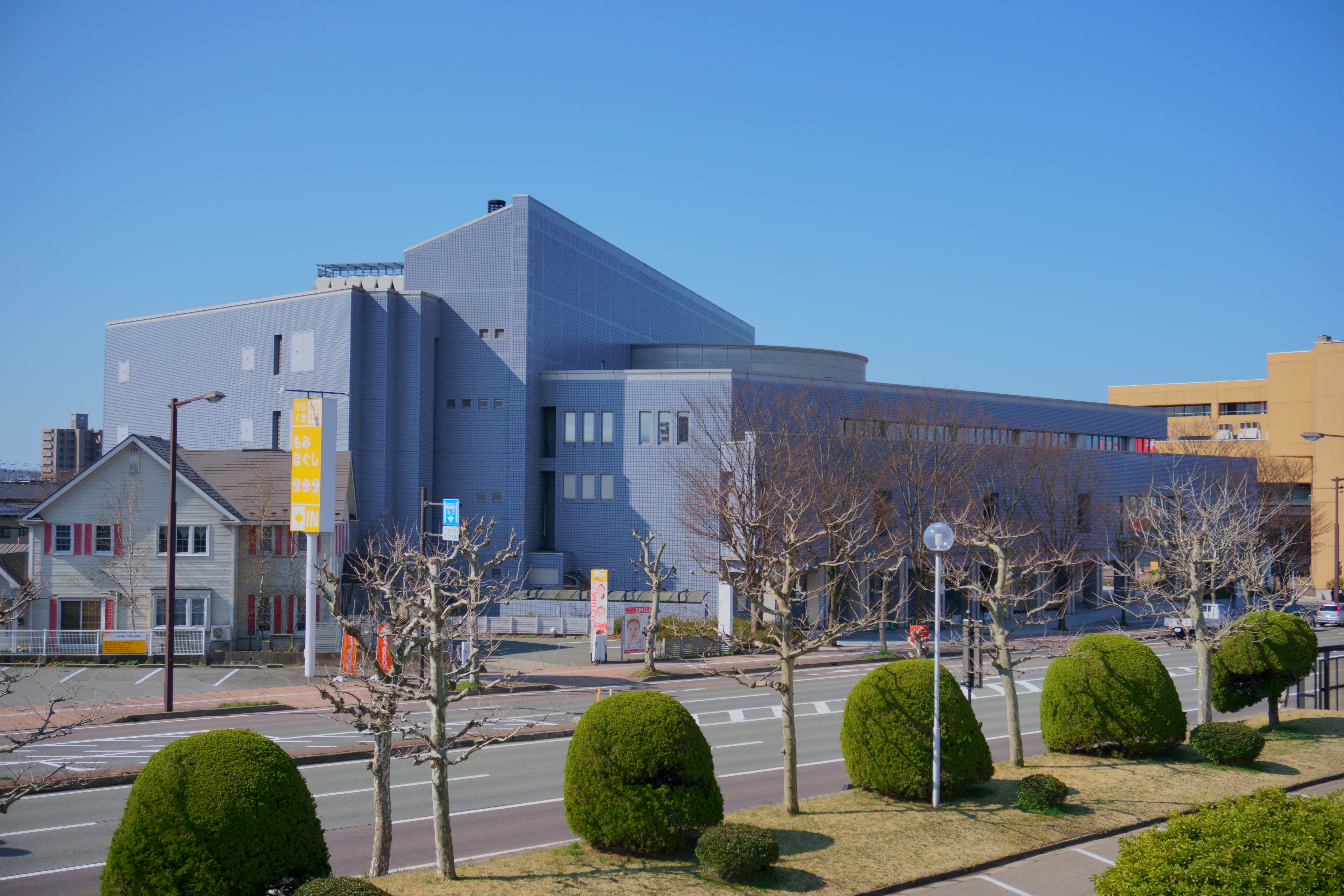
児童会館前交差点の東、秋田県立図書館前

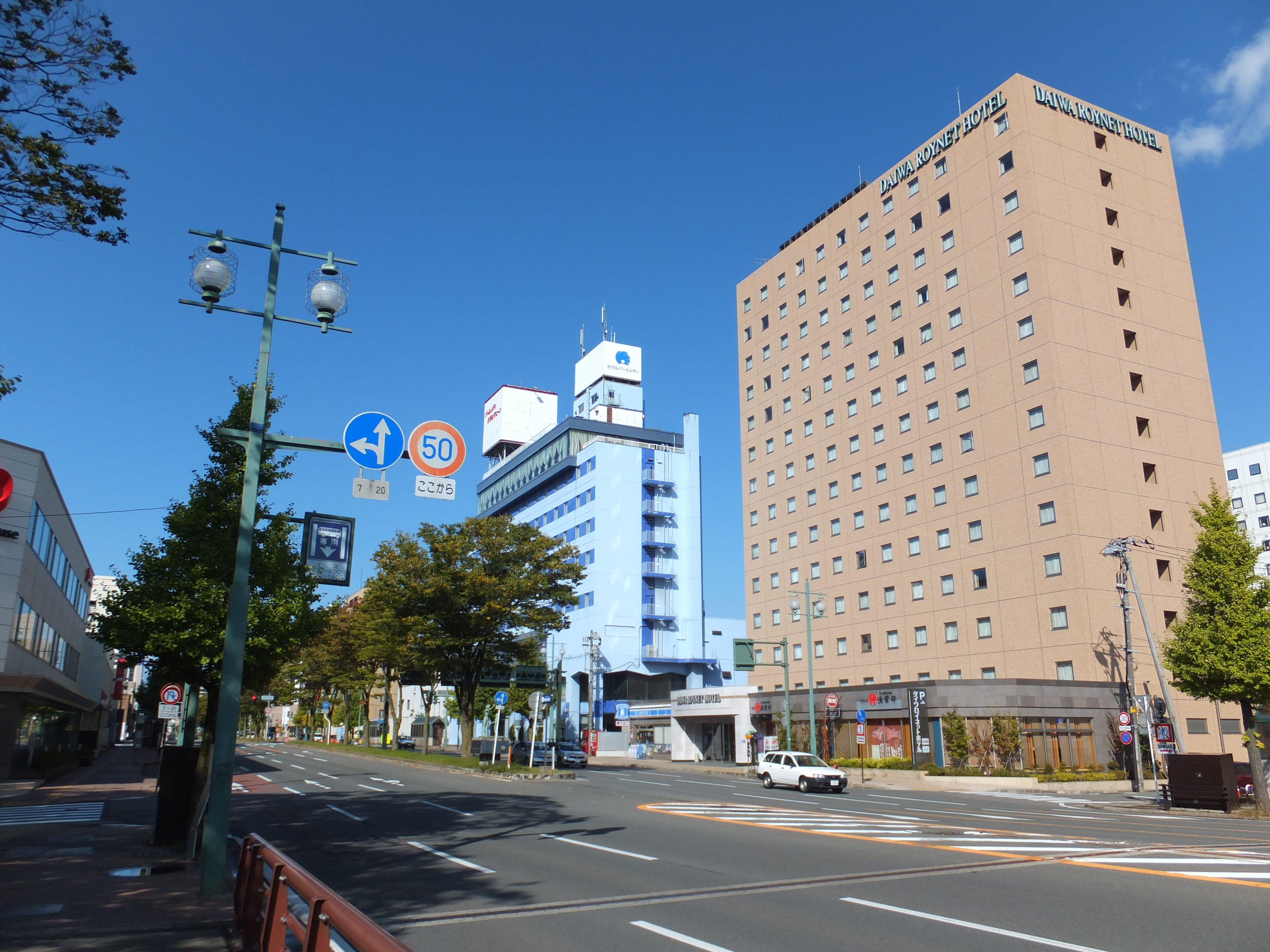
二丁目橋より終点方向

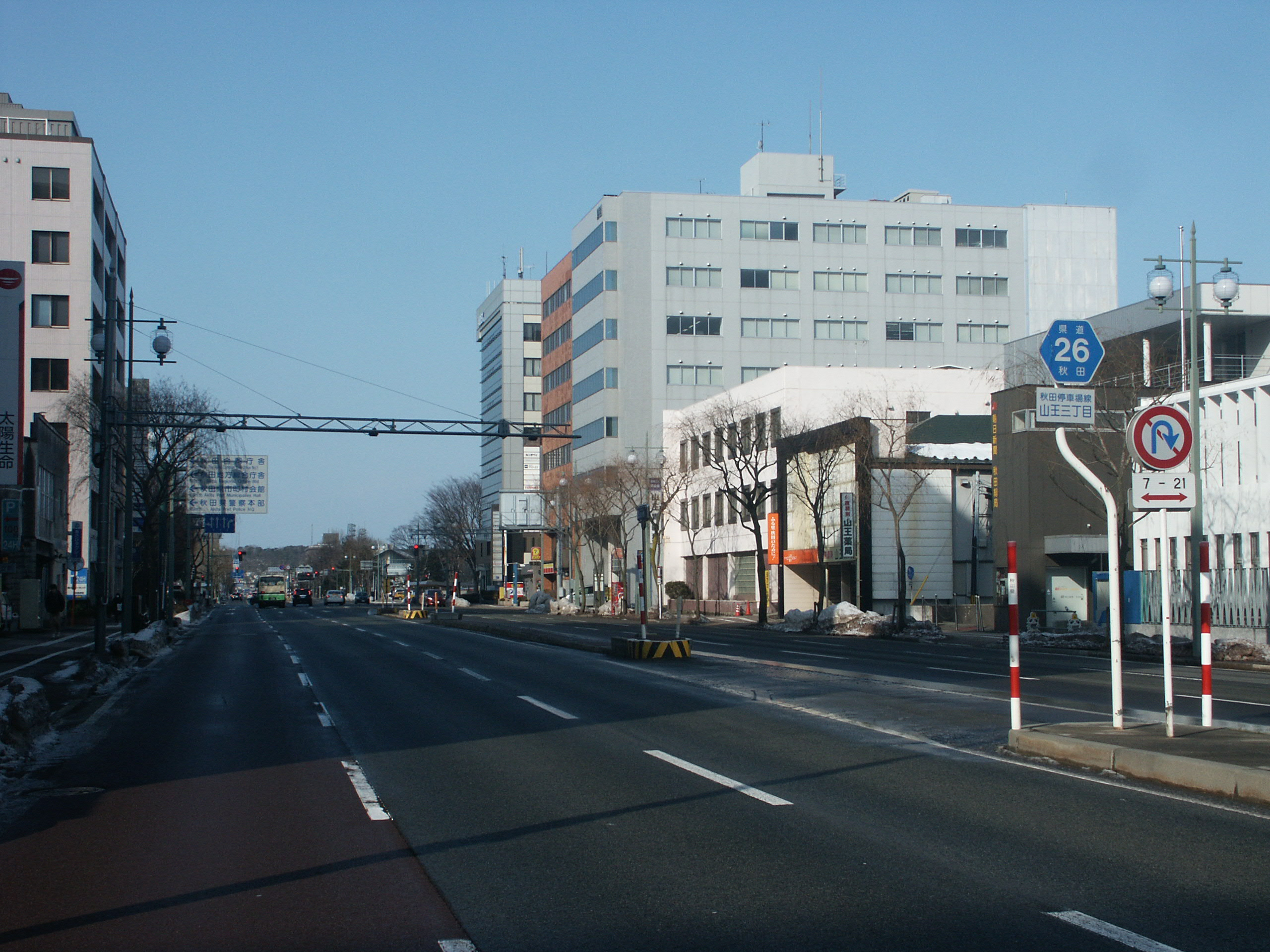
秋田市山王三丁目付近

秋田県道26号秋田停車場線（あきたけんどう26ごう あきたていしゃじょうせん）は、秋田県秋田市中心部を通る秋田県道である。全線が主要地方道に指定されている。

## 概要
秋田市の中心部を、JR東日本 秋田駅前の起点から臨海十字路（国道7号・国道13号交点）まで東西に横断する幹線道路である。起点から広小路西交差点にかけての区間は広小路と呼ばれ、西方向に一方通行の道路である。逆（東）方向・秋田駅方面へ向かうには南側の中央通り（市道、一方通行）を通る。
二丁目橋交差点から臨海十字路（終点）までの区間は「山王大通り」と呼ばれ、沿線に秋田県庁・秋田市役所・八橋運動公園がある。平成2年度手づくり郷土賞（花と緑の手づくりふるさと）受賞。このうち二丁目橋から山王十字路までの区間は「竿燈大通り」とも呼ばれ、竿燈まつりの際に会場として使われる。
起点から山王十字路交差点の間は1966年（昭和41年）まで秋田市電が通っていた。

### 路線データ
- 総延長 : 3.563 km[3]
- 実延長 : 3.563 km[3]
- 起点 : 秋田県秋田市中通2丁目7番6（秋田駅前）[4][5]
- 終点 : 秋田県秋田市川尻大川反233番31（臨海十字路交差点、国道7号交点、国道13号終点）[4]
- 未供用区間 : なし[3]
- 主要地方道指定区間 : 秋田停車場 - 秋田市山王臨海町[2]

## 歴史
当初の終点は国道7号（現在の秋田県道56号秋田天王線）に接続する山王十字路交差点までの区間だったが、国道7号秋田北バイパスの開通にあわせて臨海十字路交差点まで延伸している。
- 1954年（昭和29年）12月2日 - それまで指定されていた主要地方道秋田停車場線の起点と終点を逆転し、秋田市長沼町（秋田停車場）[6] から秋田市川尻字八十刈（国道7号分岐点）[7] まで改めて秋田県道に認定される[4][8]。
- 1966年（昭和41年）3月31日 - 秋田駅から山王十字路まで並行していた秋田市電が廃止になる。
- 1993年（平成5年）5月11日 - 全線が改めて主要地方道 秋田停車場線 に指定される[2]。

## 路線状況
秋田中央道路（秋田県道62号秋田北野田線）は、旭北出入口から当道路の起点（秋田駅前）まで当道路の地下を通っている。

### 愛称
- 広小路（起点 - 広小路西交差点）
- 山王大通り（二丁目橋交差点 - 臨海十字路）
- 竿燈大通り（二丁目橋交差点 - 山王十字路） - 竿燈まつりの会場。

### 重複区間
- 秋田県道28号秋田岩見船岡線（秋田市千秋久保田町・交点 - 秋田市中通1丁目・交点）

### 冬期閉鎖区間
- なし[9]

### 交通不能区間
- なし[10]
- 期日指定車両通行止め区間 : 秋田市中通二丁目（二丁目橋交差点） - 秋田市山王四丁目（県庁西交差点）間
  - 竿燈期間中の毎年8月3日 - 6日の18時15分 - 21時30分[11][12]

### 道路施設
橋梁
- 二丁目橋（秋田市・旭川）

## 地理
終点の臨海十字路交差点と山王十字路交差点は、秋田県の交差点の中でも特に事故が多く、2013年（平成25年）の事故発生件数で1位（臨海十字路交差点）・2位（山王十字路交差点）になっている（秋田魁新報調べ）。

### 交差する道路
| 施設名           | 接続路線名 | 備考                                                              | 所在地                                                                    |
| ---------------- | --- | ----------------------------------------------------------------- | ------------------------------------------------------------------------- |
| 秋田駅前北交差点 | 秋田市道大堰端線（中央通り） | 起点                                                              | 秋田市中通2丁目7番6号先（北緯39度43分02.9秒 東経140度7分39.7秒）          |
| 久保田町交差点   | 秋田県道28号秋田岩見船岡線 |                                                                   | 秋田市千秋久保田町2番58号先（北緯39度43分03.6秒 東経140度7分31.7秒）      |
| 広小路西交差点   | 秋田県道233号土崎港秋田線 | 県道233号終点 県道28号重複区間                                    | 秋田市千秋明徳町1番1号先（北緯39度43分6.33秒 東経140度7分6.86秒）         |
| 二丁目橋交差点   | 秋田県道28号秋田岩見船岡線 |                                                                   | 秋田市中通1丁目2番1号                                                     |
| 二丁目橋         | 〈旭川〉 |                                                                   | 秋田市中通一丁目、大町二丁目及び大町三丁目                                |
| 旭北出入口       | 秋田県道62号秋田北野田線 （秋田中央道路） | 県道62号起点 山王十字路方向の流出入のみ                           | 秋田市旭北栄町（北緯39度43分08.5秒 東経140度6分36.3秒）                   |
| 山王十字路交差点 | 秋田県道56号秋田天王線 | 事故多発地点                                                      | 秋田市旭北錦町（北緯39度43分9.7秒 東経140度6分29.7秒）                    |
| 県庁前交差点     | 秋田市道川尻総社線(けやき通り) |                                                                   | 秋田市山王一丁目・四丁目（北緯39度43分8.8秒 東経140度6分4.2秒）           |
| 児童会館前交差点 | 秋田市道川尻外旭川線（児童会館通り） |                                                                   | 秋田市八橋運動公園 秋田市山王新町（北緯39度43分7.6秒 東経140度5分34.8秒） |
| 臨海十字路交差点 | 秋田北バイパス（国道7号 能代市方面・国道13号） 秋田南バイパス（国道7号 由利本荘市方面） （国道7号=重複 国道101号・国道285号） （国道13号=重複 国道46号） | 終点 国道13号・国道46号・国道101号終点 国道285号起点 事故多発地点 | 秋田市川尻町字大川反(北緯39度43分06.9秒 東経140度5分14.8秒)               |

### 沿線の施設など
- JR東日本 秋田新幹線・奥羽本線・羽越本線 秋田駅
- 千秋公園
- エリアなかいち
- 秋田県立秋田明徳館高等学校
- みずほ銀行秋田支店
- 日本銀行秋田支店
- 秋田銀行大町支店
- 秋田銀行本店営業部・本店パーソナルプラザ・資産運用プラザ
- 秋田県第二庁舎
- 秋田県庁舎
- 秋田市庁舎
  - 秋田市消防本部・秋田消防署（秋田市庁舎消防庁舎内）

- 仙台高等裁判所秋田支部
- 仙台高等検察庁秋田支部
- 秋田地方裁判所
- 秋田地方検察庁
- 秋田地方気象台
- 八橋運動公園
- イオンスタイル山王
- 秋田県立図書館・秋田県公文書館
- ケーズデンキ秋田中央本店
- 秋田県JAビル
  - 秋田県農業協同組合中央会
  - 農林中央金庫秋田支店
  - 秋田なまはげ農業協同組合秋田県農協ビル支店
- 秋田魁新報社本社